# Garganta del Manzanares

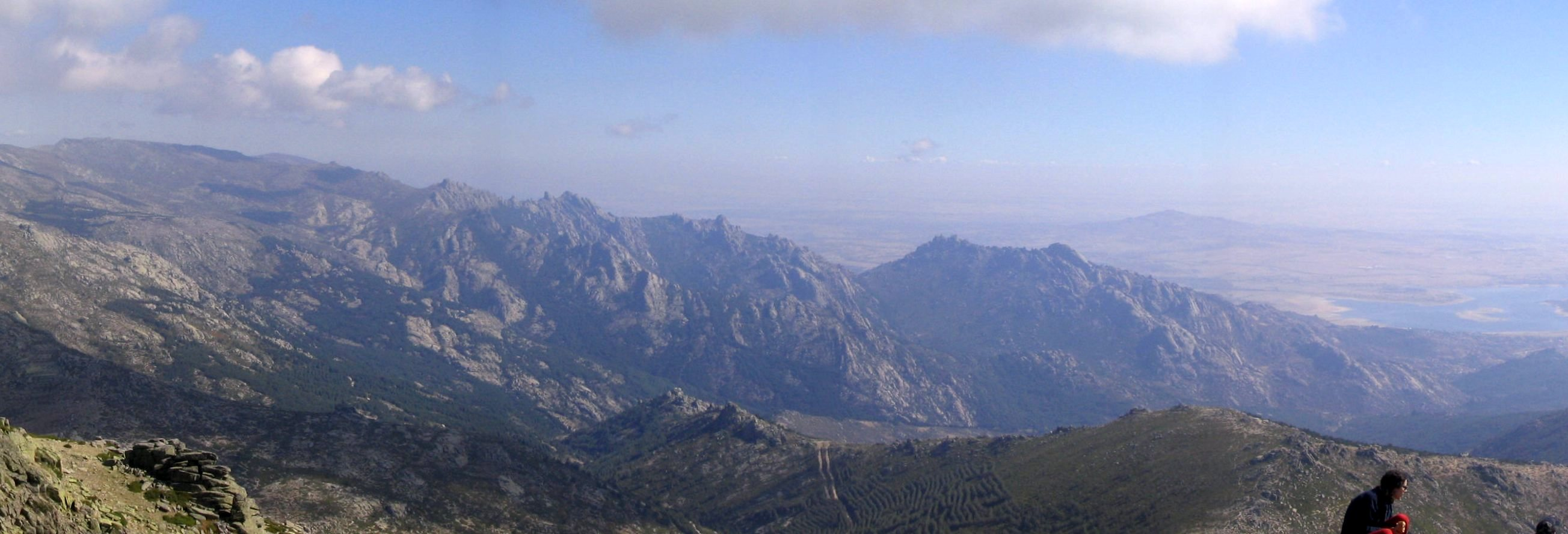
Laderas occidentales de La Pedriza, que corresponden con la zona este de la garganta.

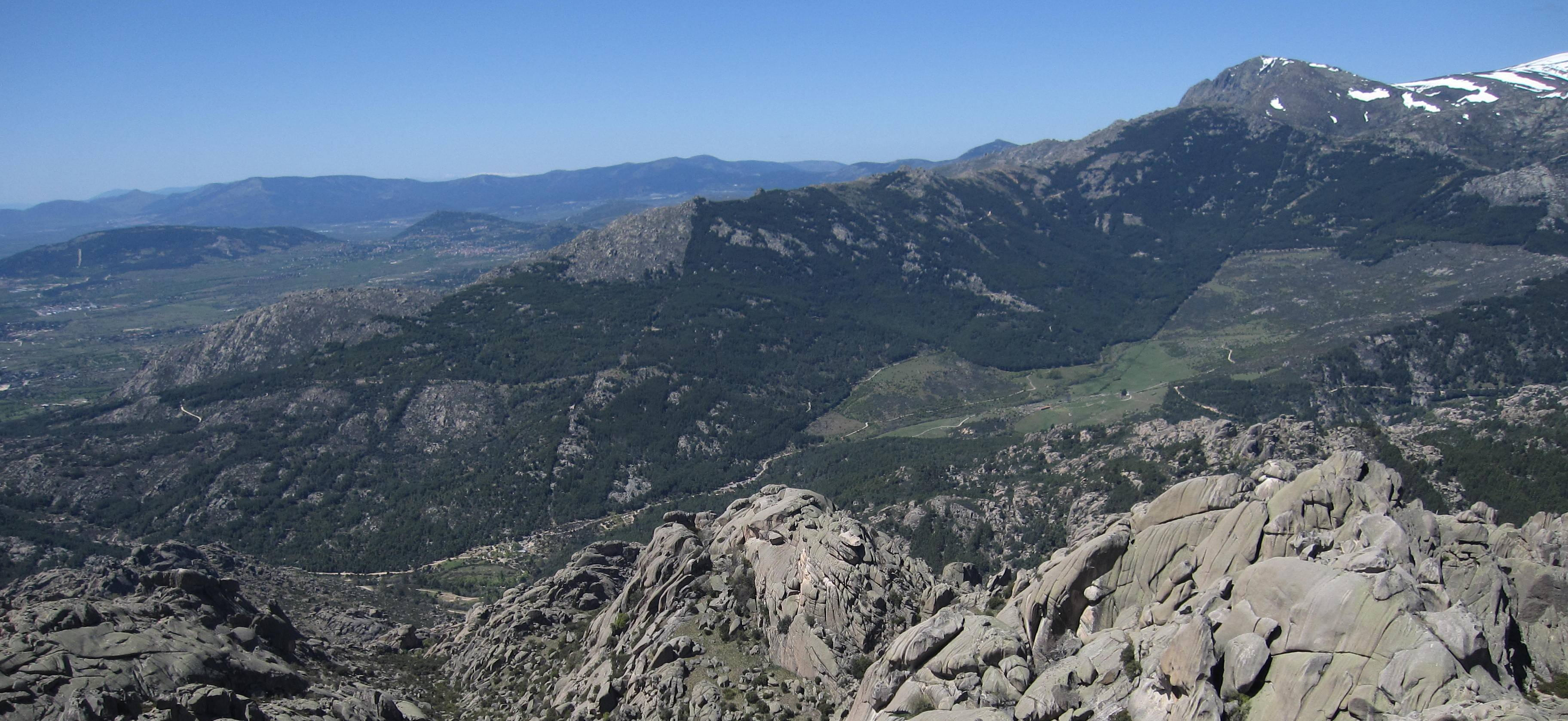
Laderas nororientales de la sierra de los Porrones, que corresponden con la zona suroeste del valle.

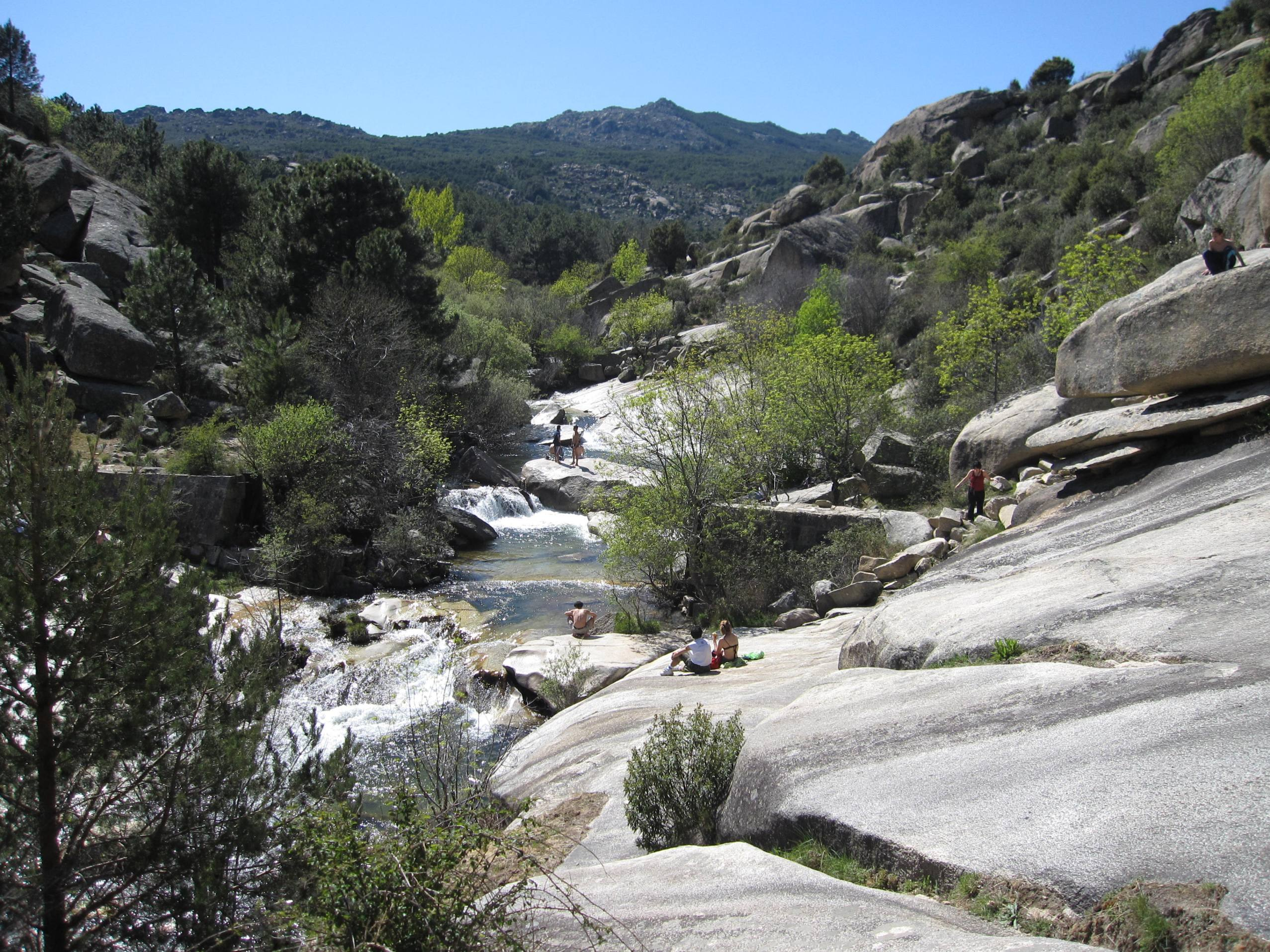
Río Manzanares en la zona baja de la garganta.

La garganta del Manzanares es un valle de montaña situado en la vertiente sur de la zona central de la Sierra de Guadarrama (perteneciente al Sistema Central). Administrativamente está dentro del término municipal de Manzanares el Real, en el noroeste de la Comunidad de Madrid (España). Se encuentra enteramente protegido por el Parque Regional de la Cuenca Alta del Manzanares. Este valle tiene una orientación noroeste-sureste y una longitud aproximada de 10 km. En su fondo trascurre el río Manzanares, que nace en el entorno del ventisquero de la Condesa, en la cabecera del valle, en su extremo noroccidental y a una altitud de aproximadamente 2100 metros. 
La garganta del Manzanares está limitada al suroeste por la Sierra de los Porrones, cuya máxima altitud es el pico de La Maliciosa (2.227 m), situado junto al ventisquero de la Condesa. El límite norte del valle lo configura la alineación montañosa de Cuerda Larga, cuya máxima altitud es la montaña de Cabezas de Hierro (2.383 m). Al este de la garganta está la zona de La Pedriza, célebre en la sierra por su interés paisajístico, geológico y deportivo. El valle termina en el municipio de Manzanares el Real (908 m), situado en el límite sur de La Pedriza. El último tramo que recorre el río es garganta de la Camorza, un estrechamiento que sufre este amplio y empinado valle.
El río Manzanares pasa por numerosas cascadas y pozas naturales a lo largo de su recorrido por la garganta, y recibe caudal de numerosos arroyos que configuran pequeños valles subsidiarios del principal. Gran parte de la superficie de la garganta está cubierta por pinos silvestres y laricios repoblados a mediados del siglo XX. Constituye una de las zonas más visitadas de la sierra por sus buenos accesos por carretera y por albergar zonas de gran interés natural y deportivo como La Pedriza, Cuerda Larga y la cuerda de los Porrones. Desde el ventisquero de la Condesa hasta el área recreativa Canto Cochino, cercana a Manzanares el Real transcurre un camino de Pequeño Recorrido. Es el PR-M-18 y en casi todo su recorrido va junto al río.